# Melchior Ludolph Sattler (Pastor, 1618)
Melchior Ludolph Sattler (* 9. Oktober 1618 in Hannover; † 6. Mai 1676 ebenda) war ein deutscher evangelischer Geistlicher.

## Leben
Melchior Ludolph Sattler war der Sohn des hannoverschen Bürgers und Brauers Sattler und dessen Ehefrau Anna Langen oder Langin, Tochter des Pastors Ludolph Lange. Seit seiner Jugend litt der körperlich „von schwacher Constitution“ geprägte Sattler immer wieder unter verschiedenen Krankheiten.
Sattler lernte zunächst an der städtischen Schule seiner Heimatstadt unter Johann Strube, dann in Lüneburg unter Paul Blocius sowie an der Schule in Lübeck unter Johann Kirchmann. Nach Beginn des Dreißigjährigen Krieges ging er ab 1619 für vier Jahre an die Universität Rostock, unterbrach dann das Studium kurzzeitig, um seine Eltern zu besuchen, und ging etliche Jahre später im Jahr 1643 schließlich an die Academia Julia in Helmstedt, wo er seinen Magistergrad erwarb. In der Folge erhielt er von einem „Herrn von Croschecke die Inspection als Hofmeister.“
Später lebte Sattler wieder in seinem Elternhaus, kümmerte sich insbesondere um seine bald verwitwete Mutter. Nach Kriegsende wurde er im Jahr 1649 als Nachfolger des verstorbenen Mento Deichmann zum Prediger der Kreuzkirche berufen. Im Folgejahr 1650 heiratete er Anna Dorothea von Berckhausen, Tochter des hannoverschen Bürgers und Patriziers Hans von Berckhausen. Das Ehepaar bekam vier Söhne und neun Töchter, von denen zwei ihren Vater nicht überlebt haben. Sattlers ältester Sohn war der später in Hameln als Prediger tätige Melchior Rudolf Sattler.
Zu Sattlers Werken zählt die 1666 bei dem hannoverschen Buchdrucker Georg Friedrich Grimm erschienene Leichenpredigt für den Fürstlich Salzburgischen Agenten Jacob Lemcken sowie für Dorothea Mehlbaum.
Zwei Jahre vor seinem Tod zog sich Sattler eine Verletzung am linken Auge zu. Das dort wuchernde „rothe Fleisch“ ließ er sich aufgrund der Schmerzen wegschneiden, doch zog er sich dabei ein langwieriges Fieber zu, an dem er schließlich im Alter von nur 57 Jahren starb.

## Bildnis
Ein Bildnis Sattlers fand sich in den 1730er Jahren unterhalb der Orgel in der Kreuzkirche mit der lateinischen Inschrift

„M. Melchior Ludolph Sattler Hanov. fidelis & orthodoxus Ecclesiae hujus Antiftes. Natus Anno 1618. Denatus 1676“

## Schriften
- Fiducia Christianorum, Das ist: Aller frommen Christen Hoffnung und Trost im Leben und im Sterben : Gezeiget: Von dem H. Apostel Paulo in seiner 1. Cor. 15. v. 42. 43. 44. Es wird gesäet verweßlich und wird aufferstehen unverweßlich/ Es wird gesäet in Unehre unnd wird aufferstehen in Herrligkeit/ Es wird gesäet in Schwachheit und wird aufferstehn in Krafft/ Es wird gesäet ein natürlicher Leib unnd wird aufferstehn ein geistlicher Leib. Und Bey ... Leichbestattung Des ... Jacobi Lembken/ Beyder Rechten Licentiati, und Fürstl. Saltzburgischen Agenten, Welcher ... den 21. Augusti ... entschlaffen/ und folgends den 28. Eiusdem ... ist beygesetzet worden. Erkläret / von M. Melchiore Ludolpho Sattlern. Predigern an der PfarrKirchen S. Crucis, Hannover/ Gedruckt bey Georg Friedrich Grimmen. Im Jahr 1666;  Digitalisat der Staatsbibliothek zu Berlin - Preußischer Kulturbesitz (SBB)
- Status Christianorum, Das ist: Der Rechtgläubigen Glück und Zustand/ wie dieselbe wegen ihrer Frömmigkeit von der gottlosen Welt angefeindet/ gehasset und verfolget werden/ und was in solcher Verfolgung ihr Trost seyn sol/ Aus dem schönen Kirchengesang/ Mag ich Unglück nicht wiederstahn/ [et]c. : Bey ... Leichbestattung Der ... Frawen Dorotheen Mehlbaums/ Des ... Herrn Laurentii Niemeyers/ dieser Stadt Geschwornen Hauptmans und Camerarii ... HaußEhr/ Welche am Tage Andraeae den 30. Novemb. abgelauffenen 1654. Jahrs nachmittag zwischen 3. und 4. Uhr ... entschlaffen/ und darauff den 7. Tag folgenden Monats Decemb. ... beygesetzet worden/ Beschrieben / von M. Melchiore Ludolpho Sattlern/ der PfarrKirchen zum H. Creutz Pastore, Hannover/ Gedruckt bey Georg Friedrich Grimmen. Im Jahr 1666. Digitalisat der (SBB)